# گراهام چپمن
گراهام آرتور چپمن (به انگلیسی: Graham Arthur Chapman) (۸ ژانویه ۱۹۴۱ – ۴ اکتبر ۱۹۸۹) کمدین، نویسنده و بازیگر انگلیسی بود. علت شهرت وی عضویت در گروه سورئال کمدی مونتی پایتون بود. گراهام آرتور چپمن در حالی که تنها ۴۸ سال سن داشت، درگذشت.